# Parafia Najświętszej Maryi Panny Królowej Polski w Słubicach
Parafia pw. Najświętszej Maryi Panny Królowej Polski w Słubicach – jedna z dwóch rzymskokatolickich parafii w mieście Słubice, należąca do dekanatu Rzepin diecezji zielonogórsko-gorzowskiej, metropolii szczecińsko-kamieńskiej w Polsce, erygowana 16 lutego 1948. Jest prowadzona przez Zgromadzenie Księży Misjonarzy św. Wincentego a Paulo.

## Miejsca kultu

### Kościół parafialny
- Kościół Najświętszej Maryi Panny Królowej Polski w Słubicach

### Kościoły filialne i kaplice
- Kościół Niepokalanego Poczęcia Najświętszej Maryi Panny w Starych Biskupicach
- Kościół pw. św. Wincentego a Paulo w Kunowicach
- Kościół pw. św. Józefa Oblubieńca w Rybocicach
- Zaadaptowana świetlica wiejska w Biskupicach Nowych
- Kaplica domowa sióstr szarytek w Słubicach (ul. Wrocławska 4/9)

## Proboszczowie[1]
1. ks. Edmund Łowiński CM 1945–1948
2. ks. Józef Włodarczyk CM 1948–1958
3. ks. Tadeusz Schweichler CM 1958–1961
4. ks. Joachim Kowalski CM 1961–1971
5. ks. Antoni Tyszka CM 1971–1975
6. ks. Stanisław Matuszewski CM 1975–1981
7. ks. Marian Pawlos CM 1981–1987
8. ks. Czesław Surówka CM 1987–1989
9. ks. Edward Batko CM 1989-1992
10. ks. Aleksander Bandura CM 1992–1998
11. ks. Adam Kaganek CM 1998–2004
12. ks. Andrzej Gerej CM od 25 czerwca 2004–2013
13. ks. Tomasz Partyka CM 2013–2022
14. ks. Antoni Kotapka CM od 22 czerwca 2022